# Adolf Carl
Adolf Peter Antonius Carl (født 15. marts 1848 i København, død 31. januar 1908 samme sted) var en dansk skibsreder.

## Familie
Han var søn af en etatsråd og familien stammede fra Rømø. Han var gift 3 gange: Fra 1876 til 1890 med Karen Marie Hedevig Kaufmann-Bendix, samt med Carrie Fannie Nielsen og Ellie Mary Normann.

## Uddannelse
Adolf Carl fik sin uddannelse i København, men læste også i andre lande og var både i Tyskland og England.

## Karriere
Efter sin uddannelse valgt han at arbejde ved forskellige rederier, før han i 1876 blev ansat i faderens rederi. Tolv år senere overtog han den daglige ledelse og administration af rederiet. I starten af 1884 blev han næstformand i Dansk dampskibsrederiforening og blev i 1894 udnævnt til formand. Københavns flydedok og skibsværft blev stiftet i 1897 og her var Adolf Carl både medstifter og formand.
Adolf Carl er portrætteret på P. S. Krøyers maleri Fra Københavns Børs.
Han blev i 1897 gjort til Ridder af Dannebrog. Han er begravet på Holmens Kirkegård i København.